# Tockus monteiri
Tockus monteiri là một loài chim trong họ Bucerotidae.